# Daboia
Genre
Synonymes
- Chersophis Fitzinger, 1843
- Maxhoservipera Hoser, 2012
- Laidlawus Hoser, 2012

Daboia est un genre de serpents de la famille des Viperidae. 

## Répartition
Les cinq espèces de ce genre se rencontrent dans le sud de l'Asie et en Afrique du Nord.

## Description
Ce sont des serpents venimeux.

## Liste d'espèces
Selon The Reptile Database (25 avril 2025) :
- Daboia mauritanica (Duméril & Bibron, 1848)
- Daboia palaestinae (Werner, 1938)
- Daboia russelii (Shaw & Nodder, 1797)
- Daboia siamensis (Smith, 1917)

## Taxinomie
Ce genre a longtemps été considéré comme monotypique, les études phylogénétiques ont démontré que Vipera palaestinae devait être placée dans ce genre et Daboia russelii siamensis élevée au rang d'espèce.

## Publication originale
- Gray, 1840 : Synopsis of the contents of the British Museum. 42nd edition, London, p. 1-370.